# Chimiothèque
Une chimiothèque est une banque de données de molécules. Les chimiothèques peuvent contenir de plusieurs dizaines à plusieurs millions de composés chimiques.

## Classification
Selon leur contenu (chémotype, châssis moléculaire, diversité, série chimique, etc.), leur mode de stockage et leur provenance, il est possible de classer les chimiothèques en différentes catégories. On distingue, par exemple:
- les chimiothèques virtuelles, où les composés chimiques sont entreposés sous forme de données électroniques ;
- les chimiothèques focalisées sur un type de substance, lorsque le contenu ne se préoccupe que d’un espace chimique restreint.

Les chimiothèques sont dites combinatoires lorsqu’elles sont issues de la synthèse combinatoire in silico ou non.
Exemples :
- Chimiothèque commerciale du fournisseurs A.
- Chimiothèque virtuelle focalisée sur les benzodiazépines.

De nos jours, la plupart des chimiothèques sont élaborées de manière rationnelle pour répondre à une problématique précise. Par exemple, dans le domaine de la recherche de médicaments, une chimiothèque diversifiée et enrichie en composés potentiellement bio-actifs, suivant les règles de Lipinski (en) et ayant des propriétés ADMET acceptables, est préférable, pour éviter des tests inutiles et des risques ultérieurs, à une chimiothèque de composés pris aléatoirement (incluant des produits toxiques ou qui seraient directement éliminés par l’organisme).

## La Chimiothèque Nationale (CN)
La Chimiothèque Nationale (CN) a depuis septembre 2003, pour mission principale de regrouper les collections de produits de synthèse, de composés naturels et d’extraits naturels existants dans les laboratoires publics français et d’en promouvoir la valorisation scientifique et industrielle. Philippe Jauffret est le directeur de L'Unité de Gestion de la Chimiothèque Nationale (UGCN).